# Zjadacz grzechów (film)
Zjadacz grzechów (ang. The Order lub The Sin Eater) – dreszczowiec filmowy z roku 2003, koprodukcja amerykańsko-niemiecka. Film do własnego scenariusza wyreżyserował laureat Oscara, Brian Helgeland. Członkowie obsady, Heath Ledger, Mark Addy i Shannyn Sossamon, wystąpili we wcześniejszym projekcie reżysera – filmie Obłędny rycerz z 2001 roku. Film ten znalazł się na 1. miejscu „najbardziej antykatolickich filmów wszech czasów”, według rankingu opublikowanego przez amerykańskie pismo katolickie Faith & Family.

## Fabuła
Młody ksiądz Alex wybiera się do Rzymu, by tam zbadać okoliczności tajemniczej śmierci swojego mentora. Na miejscu trafia na ślad mistycznej postaci, zwanej przez miejscowych „Zjadaczem Grzechów”.

## Obsada
- Heath Ledger – Alex Bernier
- Shannyn Sossamon – Mara Sinclair
- Benno Fürmann – William Eden
- Mark Addy – Thomas Garrett
- Peter Weller – Driscoll